# قائمة المعسكرات التدريبية الاحترافية للفنون القتالية المختلطة
هذه قائمة بمعسكرات التدريب الاحترافية والصالات الرياضية البارزة في فنون القتال المختلطة.
| المعسكر (بالترتيب الأبجدي)                                          | المدربين                                                      | المقاتلون الحاليون (حاملي لقب يو إف سي بالخط العريض) | المقاتلون السابقون | الموقع                                      |
| ------------------------------------------------------------------- | ------------------------------------------------------------- | --- | --- | ------------------------------------------- |
| أكاديمية الكيك بوكسينغ الأمريكية                                    | خافيير مينديزبوب كوك لياندرو فييرا                            | إسلام ماخاشيف Alejandro Pérez عمر نورمحمدوف عثمان نورمحمدوف أرجان بهولار ديرون وين تاجير أولانبيكوف غابرييل بينيتيز إسلام محمدوف زبيرا توخوغوف | بي جيه بن بيث كوريا كين فيلاسكيز دانيال كورميي جون فيتش (فنان قتال مختلط) جوش كوسشيك حبيب نورمحمدوف لوك روكهولد ليون إدواردز مايك سويك | سان خوسيه، كاليفورنيا، الولايات المتحدة     |
| أفضل فريق أمريكي                                                    | مايك براون ستيف موكو ماركوس سيلفيرا أدريانو مورايس جون لينيكر | غ/م | تايرون وودلي كولبي كوفنغتون جوانا جيدرزييسيك أماندا نونيز                                                                              | كوكونت كريك، فلوريدا، الولايات المتحدة      |
| سيتي كيك بوكسينغ                                                    | يوجين بارمان                                                  | إسرائيل أديسانيا ألكسندر فولكانوفسكي دان هوكر كيا كارا فرانس شين يونغ كارلوس أولبرغ براد ريدل | | أوكلاند، نيوزيلندا                          |
| كيل كليف إف سي (سابقا بلاكزيلينز, هارد نوكس 365 وسانفورد إم إم إيه) | هنري هوفت غريغ جونز كوري بيكوك كامي بارزيني                   | كامارو عثمان مايكل جونسون ستيفان ستروف ريان لافلير مات ميتريون تشاس سكيلي ديزموند غرين داني روبرتس ديريك برانسون غيلبرت بورنس فنسنت لوك فولكان أوزدمير أونغ لا إن سانغ مارتن نجوين لوك روكهولد أندريه سوكهامثث مايكل تشاندلر لي جينغلينغ شوكت رحمانوف سيران نوردانبك | إيدي ألفاريز أنتوني جونسون أليستير أوفيرم شون سوريانو                                                                                  | فورت لودرديل، فلوريدا، الولايات المتحدة     |
| ملوك فنون القتال المختلطة                                           | رافائيل كورديرو مارك مونيوث                                   | غ/م | غ/م | شاطئ هنتنغتون، كاليفورنيا، الولايات المتحدة |
| مصنع إم إم إيه                                                      | فرناند لوبيز                                                  | غ/م | فرانسيس نغانو | باريس، فرنسا                                |
| مركز تدريب آر في سي إيه                                             | جيسون باريلو                                                  | غ/م | بي جيه بن كريس سايبورغ مايكل بيسبنغ رافاييل دوس أنجوس تيتو أورتيز                                                                      | كوستا ميسا، كاليفورنيا، الولايات المتحدة    |
| فريق القتال سيرا لونغو                                              | مات سيرا راي لونغو                                            | مات سيرا كريستيانو ويدمان الجامين سترلينج إدي غوردون ميراب دفاليشفيلي ميزوكي إينو مات فريفولا | آل ياكوينتا جان فيلاند | لونغ آيلند، نيويورك، الولايات المتحدة       |
| نمر موياي تاي                                                       | جورج هيكمان                                                   | غ/م | | بوكيت، تايلاند                              |
| إكستريم كوتور لفنون القتال المختلطة                                 | راندي كوتورروبرت فوليس                                        | فرانسيس نغانو Roy Nelson إيفان دونهام براد تافاريس بريان كاراواي أوريا هول غراي ماينارد Kevin Lee تيم إليوت فرانك تريج هيذر جو كلارك ميشا سيركونوف ميشا تيت دان إيج                                                                                                  | جينا كارانو | لاس فيغاس، نيفادا، الولايات المتحدة         |